# Santo Antônio do Aventureiro (ort)
Santo Antônio do Aventureiro är en ort i Brasilien.   Den ligger i kommunen Santo Antônio do Aventureiro och delstaten Minas Gerais, i den sydöstra delen av landet, 800 km sydost om huvudstaden Brasília. Santo Antônio do Aventureiro ligger 586 meter över havet och antalet invånare är 3 534.
Terrängen runt Santo Antônio do Aventureiro är huvudsakligen kuperad, men den allra närmaste omgivningen är platt. Terrängen runt Santo Antônio do Aventureiro sluttar österut. Närmaste större samhälle är Além Paraíba, 18,4 km sydost om Santo Antônio do Aventureiro.
Omgivningarna runt Santo Antônio do Aventureiro är huvudsakligen savann. Runt Santo Antônio do Aventureiro är det ganska tätbefolkat, med 93 invånare per kvadratkilometer.